# Agression
Agression ist eine US-amerikanische Punk- und Hardcore-Band aus dem kalifornischen Oxnard. Die Band gilt als einer der frühesten Vertreter des Skatepunk in Kalifornien.

## Geschichte
Agression wurde 1979 von Sänger Mark „Hickey“ Rodemaker, Gitarrist Henry Knowles und Bassist Bob Clark gegründet. Warum für den Bandnamen eine Falschschreibung gewählt wurde („Aggression“ schreibt sich auch im Englischen mit zwei „g“), ist nicht bekannt. Die Schlagzeuger wechselten in den Anfangstagen mehrmals; der erste Schlagzeuger, mit dem Aufnahmen getätigt wurden, war Larry White. Das Quartett war die erste Punkband in Oxnard und begründete eine Szene, die später als „Nardcore“ (ein Kofferwort aus „Oxnard“ und „Hardcore“) bekannt wurde. Zur damaligen Szene gehörten auch die Bands Ill Repute, Dr. Know und Stalag 13. Agression gehörte zusätzlich zur ersten Welle von Skatepunk-Bands in Südkalifornien: Rodemaker, Knowles und Clark waren zum Gründungszeitpunkt semiprofessionelle Skater und wurden vom Skateboardhersteller Sims gesponsert. Das Logo der Band wurde von Jaime Hernandez gestaltet. Agression war eine der ersten Bands auf BYO Records und mit drei Titeln auf der richtungsweisenden Punk-/Hardcore-Kompilation Someone Got Their Head Kicked In! des Labels vertreten. Nach den Aufnahmen trennte sich die Band von Schlagzeuger White und ersetzte ihn durch Mark Aber. Die Band tourte landesweit und spielte unter anderem im damals für die Szene maßgeblichen Club CBGB in New York. 1983 erschien auf BYO das erste Album der Band, Don’t Be Mistaken, dessen Coverfoto von Glen E. Friedman aufgenommen wurde.
Anfang 1986 verließ Schlagzeuger Aber, der parallel bei den Angry Samoans und bei Wasted Youth spielte, die Band im Streit um ihre zukünftige Ausrichtung. Eine Rolle spielte hierbei der ausufernde Alkohol- und Drogenkonsum der anderen Bandmitglieder. Nach einer Live-EP mit dem Schlagzeuger John Mitchell zogen die drei Gründungsmitglieder ins 1700 Kilometer entfernte Denver. Dort wurde mit Mike „Fluffy Machete“ Minnick ein fester Schlagzeuger gefunden, bis auf ein im Dezember 1995 aufgenommenes Livealbum für ein lokales Label war die Band aber unproduktiv. 1992 zog Knowles zurück nach Kalifornien und wurde durch Kent Taylor ersetzt. 1998 löste sich Agression auf.
Rodemaker starb im August 2000 an Leberversagen. Im selben Jahr reformierte Knowles die Band im kalifornischen San Jose neu. Die Besetzung war eine komplett neue: Den Gesang übernahm Drew Klein, Knowles spielte Gitarre, Rob Thacker Bass und Ryan Fassler Schlagzeug. Die Arbeit der Band kam zum Erliegen, als Knowles an Leukämie erkrankte. Im August 2002 starb er an einer Hepatitis-C-Infektion, da sein Immunsystem durch die Leukämie geschwächt war. 2003 erschien postum ein Album bei Cleopatra Records.
2005 reformierten Clark und Aber die Band erneut. 2007 veröffentlichte das kalifornische Label Dr. Strange Records mit Taking Out A Little Agression ein Tributealbum, auf dem Bands wie D.I., Fang, JFA, MDC oder Verbal Abuse Stücke von Agression covern. Im November verstarb mit Bob Clark das letzte verbliebene Gründungsmitglied.

## Stil
Allmusic bezeichnete die Musik der Band in ihren Anfangstagen als Mischung aus „der Wut und Einfachheit des Punks, der wütenden Geschwindigkeit des Hardcore und provokantem, augenzwinkernden Machismo“. Spätere Aufnahmen zeigten eher eine Mischung aus Skatepunk und generischem Heavy Metal. Das Ox-Fanzine sieht im ersten Album der Band „melodische Rotzigkeit (...) unterfüttert mit NWoBHM-Anleihen“ und zog Vergleiche zu anderen kalifornischen Punk-/Hardcorebands wie den Adolescents oder den Avengers. Spätere Tonträger der Band seien hingegen teilweise deutlich vom Metal geprägt gewesen. Das Maximumrocknroll-Fanzine bezeichnet die Musik des Debütalbums als mittelschnellen Oldschool-Punk mit Einflüssen aus Thrash Metal, Oi! und Metal. Das Fanzine Suburban Voice beschrieb die Band als „stattliche Skater-/Surfertypen, die den Adrenalinrausch dieser Sportarten mit einem rasenden, semimelodischen Punksound kombinieren“. Das Magazin stellte heraus, dass sich die Gewalttätigkeit, die mit dem machohaften Reviergehabe der damaligen Skaterszene Kaliforniens einherging, in den Texten der Band widerspiegele. Der Musikjournalist und Regisseur Steven Blush rechnet die Band dem Hardcore zu und bezeichnet ihre erste Inkarnation als die „Könige von Silver Beach“, der Gegend in Oxnard, in der die Punkszene der Region entstand. Die Wochenzeitung Phoenix New Times listet das 1983 erschienene Album Don’t Be Mistaken als zweitbestes Skatepunk-Album aller Zeiten. Die Los Angeles Times unkte 1991 über einen bevorstehenden Auftritt der Band, diese verbreite an der US-Westküste „Frohsinn, Heiterkeit und Chaos“, sei „trendig wie die Pest und auch in etwa so häufig auf Tournee“. Das Theater-Fachportal BroadwayWorld bezeichnete die Musik der Band als „Schnellfeuer-Skatepunk“ mit rotzigem Gesang über melodisch-geknüppelten Songs.

## Diskografie
- 1983: Don’t Be Mistaken (BYO Records)
- 1985: Bootleg (Livealbum, Bootleg Records)
- 1985: Agression (Mystic Records)
- 1986: Recorded Live At The Underground Railroad (Live-EP, Super Seven Records)
- 1996: Nowhere to Run (Livealbum, High Five Records)
- 2003: Full Circle (Cleopatra Records)
- 2005: Live - Locals Only, Dick! (Mystic Records)
- 2006: Grind Kings (Lucky 13 Records)